# ヨハン・グロットムスブローテン
ヨハン・グロットムスブローテン（Johan Grøttumsbråten、1899年2月12日 - 1983年1月24日）はノルウェー、オスロ市Sørkedalen出身の元ノルディック複合、クロスカントリースキー選手。

## プロフィール
1920年代から1930年代にかけて活躍、オリンピックや世界選手権で多くのメダルを獲得した。
1924年のシャモニーオリンピックではノルディック複合とクロスカントリースキー18kmで銀、クロスカントリースキー50kmで銅メダルを獲得、1928年サンモリッツオリンピック ではノルディック複合、クロスカントリースキー18kmの2冠、1932年レークプラシッドオリンピック ではノルディック複合で2連覇を達成した。
ノルディックスキー世界選手権では1926年のノルディック複合で金メダル、1931年はノルディック複合とクロスカントリースキー18kmでともに金メダルを獲得した。
グロットムスブローテンはまたホルメンコーレン大会のノルディック複合で5回優勝（1923年、1926年、1928年、1929年、1931年）しており1924年にはホルメンコーレン・メダルを受賞している。